# 日本国憲法第57条
日本国憲法 第57条（にほんこく（にっぽんこく）けんぽう だい57じょう）は、日本国憲法の第4章にある条文で、会議の公開、秘密会について規定している。

## 条文
日本国憲法、e-Gov法令検索。

第五十七条
1. 両議院の会議は、公開とする。但し、出席議員の三分の二以上の多数で議決したときは、秘密会を開くことができる。
2. 両議院は、各々その会議の記録を保存し、秘密会の記録の中で特に秘密を要すると認められるもの以外は、これを公表し、且つ一般に頒布しなければならない。
3. 出席議員の五分の一以上の要求があれば、各議員の表決は、これを会議録に記載しなければならない。

## 沿革

### 大日本帝国憲法
東京法律研究会 p.11

第四十八條兩議院ノ會議ハ公開ス但シ政府ノ要求又ハ其ノ院ノ決議ニ依リ祕密會ト爲スコトヲ得

### 憲法改正要綱
「憲法改正要綱」、国立国会図書館「日本国憲法の誕生」。

十八第四十八条但書ノ規定ヲ改メ両議院ノ会議ヲ秘密会ト為スハ専ラ其ノ院ノ決議ニ依ルモノトスルコト

### GHQ草案
「GHQ草案」、国立国会図書館「日本国憲法の誕生」。

#### 日本語
第五十三条国会ノ議事ハ之ヲ公開スヘク秘密会議ハ之ヲ開クコトヲ得ス国会ハ其ノ議事ノ記録ヲ保存シ且発表スヘク一般公衆ハ此ノ記録ヲ入手シ得ヘシ出席議員二割ノ要求アルトキハ議題ニ対スル各議員ノ賛否ヲ議事録ニ記載スヘシ

#### 英語
Article LIII.The deliberations of the Diet shall be public, and no secret sessions shall be held. The Diet shall maintain and publish a record of its proceedings and this record shall be made available to the public. The individual votes of members on any question shall be recorded in the journal upon the demand of twenty per cent of those present.

### 憲法改正草案要綱
「憲法改正草案要綱」、国立国会図書館「日本国憲法の誕生」。

第五十二
両議院ノ議事ハ公開シ秘密会ヲ開クコトヲ得ザルコト
両議院ハ其ノ議事ノ記録ヲ保存シ、且之ヲ公刊シテ一般ニ頒布スベキコト
出席議員ノ五分ノ一以上ノ要求アルトキハ各議員ノ表決ハ之ヲ議事録ニ記載スベキコト

### 憲法改正草案
「憲法改正草案」、国立国会図書館「日本国憲法の誕生」。

第五十三条
両議院の会議は、公開とする。但し、出席議員の三分の二以上の多数で議決したときは、秘密会を開くことができる。
両議院は、その会議の記録を保存し、秘密会の記録の中で特に秘密を要すると認められるもの以外は、これを公表し、且つ一般に頒布しなければならない。
出席議員の五分の一以上の要求があれば、各議員の表決は、これを会議録に記載しなければならない。

### 帝国憲法改正案
「帝国憲法改正案」、国立国会図書館「日本国憲法の誕生」。

第五十三条
両議院の会議は、公開とする。但し、出席議員の三分の二以上の多数で議決したときは、秘密会を開くことができる。
両議院は、各々その会議の記録を保存し、秘密会の記録の中で特に秘密を要すると認められるもの以外は、これを公表し、且つ一般に頒布しなければならない。
出席議員の五分の一以上の要求があれば、各議員の表決は、これを会議録に記載しなければならない。